# Halbleinen
Als Halbleinen können Erzeugnisse bezeichnet werden, bei denen die Kette aus reinem Baumwollgarn und der Schuss aus reinem Leinengarn besteht und dabei der Hundertsatz  des Leinens mindestens 40 % des Gesamtgewichts des entschlichteten Gewebes ausmacht. Die Angabe „Kette reine Baumwolle“ und „Schuss reiner Flachs (bzw. reines Leinen)“ muss unbedingt beigefügt sein.
Halb-Leinengewebe werden als Tisch- und Bettwäsche, Damenoberbekleidungs-, Herrenoberbekleidungs-, Deko-  sowie Möbelstoffe eingesetzt.
Stoffe aus Halbleinen nehmen Feuchtigkeit besser auf als reine Baumwollstoffe. Deshalb sind Tücher aus Halbleinen im Gastronomiebereich sehr beliebt. Ein bekanntes Produkt ist das Grubentuch mit seinem markanten Karomuster.